# Толедо, Алехандро
Алеха́ндро Селестино Толе́до Манрике (исп. Alejandro Celestino Toledo Manrique, МФА [aleˈxandɾo toˈleðo]; род. 28 марта 1948, Кабана, регион Анкаш) — перуанский политический и государственный деятель, экономист, президент Перу с 28 июля 2001 по 28 июля 2006 года.

## Биография
Родился в крестьянской семье коренного народа Перу кечуа, в городе Кабана. Кроме него в семье было ещё 15 детей. Рос Толедо на севере Перу в городе Чимботе, его отец работал там каменщиком, а мать торговала рыбой, а он работал в юности чистильщиком обуви.
Среднее образование получил в государственной школе Сан-Педро, в возрасте 16 лет с помощью Корпуса мира поступил в университет Сан-Франциско на один год. Благодаря стипендии за игру в футбол за университетскую команду и работе на газовой станции смог оплачивать обучение и получить степень бакалавра экономики (1970). Позднее поступил в Стэнфордский университет, где получил степень магистра экономики человеческих ресурсов (1971) и магистра экономики (1972).

### Карьера
До избрания президентом работал консультантом в различных международных организациях, таких как ООН, Всемирный банк, Межамериканский банк развития, Международная организация труда и Организация экономического сотрудничества и развития. 
После обучения и работы за границей вернулся в Перу и стал профессором экономики в Тихоокеанском университете, преподавал в различных бизнес-школах. С 1991 по 1994 год он участвовал в исследованиях международного развития Гарвардского института международного развития, также он преподавал в Японии в Университете Васэда. В 1993 году получил степень доктора экономики в Стэнфордском университете.
Основные публикации во время его преподавательской деятельности об экономике, однако последняя его работа исп. Las Cartas sobre la Mesa (Карты на стол) касается его политической карьеры, которая привела его к президентству и созданию партии «Возможное Перу»

### Политическая карьера
Политическая карьера А. Толедо началась в качестве независимого кандидата на пост президента на выборах 1995 года, тогда он набрал 3,3 % голосов, а президентом вновь стал Альберто Фухимори.
В 1999 году создал партию «Возможное Перу» и объявил о своих намерениях участвовать в выборах 2000 года. Несмотря на конституционные споры о возможности баллотироваться на третий срок, Фухимори также заявил о своём участии.
Несмотря на свою ранее невысокую популярность, Толедо вдруг оказался лидером оппозиции против Фухимори и получил поддержку большинства остальных кандидатов на пост президента. Но Фухимори набрал больше голосов, хоть и с обвинениями в мошенничестве с голосами избирателей. Толедо отказался от участия во втором туре, который был необходим по конституции, поскольку Фухимори хоть и набрал больше голосов, но необходимого количества для победы в первом туре так и не получил. Также Толедо ходатайствовал в национальную избирательную комиссию о признании первого тура недействительным, но в силу ряда причин выборы были признаны состоявшимися, и начался второй тур, хотя Межамериканская комиссия по правам человека рекомендовала проведение перевыборов.
28 июля 2000 года, в День Независимости, по традиции, состоялась инаугурация вновь избранного президента Фухимори. А. Толедо организовал и привёл к Конгрессу мирную демонстрацию, но ход мирного протеста был нарушен мощным взрывом в результате которого погибли шесть человек. Впоследствии следственными органами Перу было установлено, что взрыв был организован спецслужбой в ведении Владимиро Монтесиноса, которому были позже предъявлены обвинения в злоупотреблении властью и взяточничестве.
В ноябре на фоне политического кризиса и растущих обвинений в мошенничестве и взяточничества в его администрации Альберто Фухимори был вынужден назначить новые выборы с обещанием не участвовать в них и уйти в отставку.
После отказа от власти Фухимори Конгресс назначил временным президентом Валентина Паниагуа, который организовал новые выборы 29 мая 2001 года. На этих выборах Толедо победил с разницей 52,5 процента против 47,5 своего основного соперника Алана Гарсиа Переса, несмотря на опыт последнего, уже бывшего президентом Перу с 1985 по 1990 год. Инаугурация состоялась по традиции в День Независимости Перу 28 июля 2001 года.

### Президентство
Проводил неолиберальную экономическую политику. За пять лет его президентства экономика Перу росла в среднем на 6 % в год, это было одним из самых высоких показателей в Латинской Америке. Инфляция находилась на среднем уровне 1,5 процента, что тоже является достаточным достижением в Перу, где инфляция за последние десятилетия была одной из самых больших проблем.
Одним из главных его достижений считается создание специальной программы для борьбы с бедностью «JUNTOS» ( (исп.) Вместе). В 2005 году программой воспользовались около 100 тысяч семей, в 2006 году уже около 200 тысяч, новое правительство Перу во главе с Аланом Гарсиа продолжило эту программу.
Перуанская экономика неуклонно росла в течение 60 месяцев, что было обусловлено высокими ценами на минеральные ресурсы, а также ростом экспорта и частных инвестиций. Однако это практически никак не сказывалось на уровне жизни населения, что сказывалось на популярности президента.

### Внешняя политика
Одним из главных партнёров Перу в период президентства стали США, с которыми был подписан ряд соглашений, касающихся свободной торговли между этими странами.

### После президентства
В 2011 году принял участие в очередных президентских выборах и получил около 15,5 % голосов, заняв четвёртое место.
В 2016 году в первом туре президентских выборов набрал 1,3 % голосов.

### Уголовное преследование
В феврале 2017 года перуанский суд выдал ордер на арест Толедо по делу о коррупции и незаконных договоренностях с бразильской строительной корпорацией Odebrecht. По версии следствия, он и представители его администрации получили от бразильской компании взятку в размере $34 млн за заключение выгодного контракта на строительство крупной автомагистрали. Толедо был объявлен в розыск, однако к тому моменту он уже покинул Перу и поселился в США.
В сентябре 2021 года Федеральный окружной суд США по Северному округу штата Калифорния постановил, что Толедо может быть выдан властям Перу. В конце февраля 2023 года Государственный департамент США удовлетворил запрос Перу об экстрадиции Толедо, и американские власти обратились к судье с просьбой отменить освобождение под залог, чтобы гарантировать возможность его экстрадиции.
В начале апреля 2023 года апелляционный суд в США распорядился арестовать Толедо. 21 апреля 2023 года он сдался американским властям. 23 апреля 2023 года Толедо экстрадировали в Перу.
21 октября 2024 года приговорён судом к 20 годам и шести месяцам тюремного заключения.

## Личная жизнь
Состоял в браке с бельгийкой еврейского происхождения Элиане Карп, в 1983 году у них родилась дочь Шанталь (исп. Chantal Nathalie Toledo Karp). В 1990 годы Толедо с женой стал жить отдельно, но они не развелись, после избрания его президентом Элиане Карп исполняла обязанности первой леди. После десятилетнего спора с Лукресией Ороско Сапата (исп. Lucrecia Armida Orozco Zapata) признал отцовство их общего ребёнка Сараи Толедо Ороско (исп. Zaraí Jezabel Toledo Orozco), родившегося 16 декабря 1987 года.

## Награды
- Athir Национального ордена Заслуг (Алжир, 7 мая 2005)[11]
- Орден Белого слона (Таиланд, 2004[12])